# Tornado de Dallas
Maillots
Le Tornado de Dallas (en anglais : Dallas Tornado) est une ancienne équipe de football américaine qui évoluait en NASL, basée à Dallas de 1967 à 1981. La franchise eut aussi une équipe de football en salle lors des saisons 1980 et 1981.

## Bilan saison par saison
| Année | G-N-P  | Saison régulière                           | Playoff                |
| ----- | ------ | ------------------------------------------ | ---------------------- |
| 1967  | 3-3-6  | 6e, Western Division                       | Pas qualifié           |
| 1968  | 2-4-26 | 4e, Gulf Division                          | Pas qualifié           |
| 1969  | 2-4-2  | 3e                                         |                        |
| 1970  | 8-4-12 | 3e, Southern Division                      | Pas qualifié           |
| 1971  | 10-8-6 | 2e, Southern Division                      | NASL Champion          |
| 1972  | 6-3-5  | 2e, Southern Division                      | Demi-finale            |
| 1973  | 11-4-4 | 1er, Southern Division                     |                        |
| 1974  | 9-3-8  | 1er, Central Division                      | Demi-finale            |
| 1975  | 9-13   | 4e, Central Division                       | Pas qualifié           |
| 1976  | 13-11  | 2e, Southern Division, Pacific Conference  | Champion de division   |
| 1977  | 18-8   | 1er, Southern Division, Pacific Conference | Champion de conférence |
| 1978  | 14-16  | 3e, Central Division, National Conference  | Pas qualifié           |
| 1979  | 17-13  | 2e, Central Division, National Conference  | Quart de finale        |
| 1980  | 18-14  | 1er, Central Division, National Conference | Demi-finale            |
| 1981  | 5-27   | 4e, Central Division                       | Pas qualifié           |

## Joueurs
- Don Mackay (1967)
- Jim Benedek (1970-73)
- Jeff Bourne (1978-79)
- Cliff Calvert (1981)
- Len Cantello (1981)
- Dave Chadwick (1974-75)
- Alan Hinton (1977)
- Bobby Hope (1976-78)
- Bill Irwin (1981)
- Brian Kettle (1978)
- Kevin Kewley (1976-79)
- Flemming Lund (1979-81)
- John O'Hare (1977-78)
- Oreco (1969-72)
- Jimmy Ryan (1976-79)
- Alex Stepney (1979-80)
- Klaus Toppmöller (1980-84)
- Gert Trinklein (1979-80)

## Affluence moyenne annuelle
- 1967 - 9 227
- 1968 - 2 927
- 1969 - 2 923
- 1970 - 2 228
- 1971 - 3 326
- 1972 - 4 093
- 1973 - 7 474
- 1974 - 8 469
- 1975 - 4 630
- 1976 - 14 095
- 1977 - 16 511
- 1978 - 8 981
- 1979 - 9 321
- 1980 - 6 752
- 1981 - 4 670